# آیدا گل‌محمدی
آیدا گل‌محمدی بازیکن بسکتبال ایرانی اهل کامیاران، استان کردستان است که هم‌اکنون در تیم ملی بسکتبال ۳ نفره زنان و نیز تیم ملی بسکتبال زنان ایران بازی می‌کند.